# Xeloma antoinei
Xeloma antoinei är en skalbaggsart som beskrevs av Beinhundner 1999. Xeloma antoinei ingår i släktet Xeloma och familjen Cetoniidae. Inga underarter finns listade i Catalogue of Life.